# Droga (film 1982)
Droga (tur. Yol) – turecki dramat filmowy z 1982 roku w reżyserii Yılmaza Güneya i Şerifa Görena. Pierwszy film z Turcji nagrodzony Złotą Palmą na MFF w Cannes.
Film był zakazany w Turcji przez kilkanaście lat. Dopiero 12 lutego 1999 roku, dzięki staraniom żony reżysera, Fatoş Güney, film doczekał się premiery. Pokazano go również na MFF w Stambule, wraz z trzema innymi filmami Güneya.

## Tło
W czasie tworzenia filmu reżyser przebywał w więzieniu. Przekazywał jednak scenariusz i instrukcje swojemu asystentowi Şerifowi Görenowi, który kręcił film. Gdy Güney wyszedł na przepustkę, uciekł z Turcji do Francji i dalej do Szwajcarii, gdzie dokończył pracę nad dziełem.

## Fabuła
Akcja dzieje się bezpośrednio po zamachu stanu z 1980 roku. Film opowiada historię pięciu więźniów, którym udzielono tygodniowej przepustki na zobaczenie się z rodzinami. Yusuf, który chciał zobaczyć się z żoną, zgubił swoją przepustkę, został zatrzymany w trakcie kontroli i nie dowiedział się o jej śmierci. Reszta dociera do swoich rodzin, jednak każdy z osadzonych musi się zmagać z różnymi problemami. Seyit dowiaduje się, że jego żona Zine pracowała w domu publicznym. Szwagier Mehmeta zginął podczas rabunku, w którym obaj brali udział. Teściowie obarczają go winą za jego śmierć i zmuszają do opowiedzenia żonie całej historii. Mevlüt chce zobaczyć się z narzeczoną, Meral, jednak jej ojciec nie pozwala im na spotkanie sam na sam. Kurd Ömer, którego brat jest przemytnikiem na granicy z Syrią, dowiaduje się, że jego wieś jest nieustannie atakowana przez tureckich żołnierzy. Po śmierci brata zostaje zmuszony do poślubienia wdowy po nim i zajmowania się jego dziećmi.

## Obsada
- Tarık Akan – Seyit Ali
- Halil Ergün – Mehmet Salih
- Şerif Sezer – Zine
- Necmettin Çobanoğlu – Ömer
- Meral Orhonsay – Emine[10][11]

## Nagrody
Film zdobył trzy nagrody na 35. MFF w Cannes: Złotą Palmę (ex aequo z Zaginionym Costy-Gavrasa), Nagrodę FIPRESCI i Wyróżnienie Specjalne Jury Ekumenicznego. Był także nominowany do Złotego Globu za najlepszy film nieanglojęzyczny w 1983, do Cezara 1983 dla najlepszego filmu zagranicznego oraz Davida di Donatello 1983 dla najlepszego filmu europejskiego.